# Кубок Кірін
Кубок Кірін — футбольний турнір, організований в Японії компанією Kirin. Господар, збірна Японії, є учасником в кожному турнірі. Турнір був заснований в 1978 році як клубне змагання, а з 1992 року формат був змінений і перетворився на змагання збірних. Першою збірною, що виграла конкурс, стала Аргентина. Японія — найуспішніша команда турніру з 11 титулами, друга — Перу з 3-ма трофеями.
З початку змагань збірних в 1992 році у турнірі взяла участь безліч команд з Південної Америки, Європи, Азії та Африки. З Південної Америки були запрошені (Аргентина, Чилі, Колумбія, Еквадор, Парагвай, Уругвай і Перу. З європейських запрошених було 7 різних збірних, найуспішнішою з яких є Чехія з двома перемогами, а також Угорщина, Франція, Боснія і Герцеговина, Бельгія, Словаччина та Шотландія, які здобули по одному трофею. Крім Японії, єдина азійська збірна, щоб виграла турнір — збірна Об'єднаних Арабських Еміратів (2005), які розділили титул з Перу. Жодна з африканських команд не вигравала турнір (тільки одна африканська збірна брала участь лише в одному турнірі).

## Переможці

### Клубний турнір
- 1978:  «Боруссія» (Менхенгладбах) та  Палмейрас (співпереможці)
- 1979:  «Тоттенгем Готспур»
- 1980:  «Мідлсбро»
- 1981:  Брюгге
- 1982:  Вердер
- 1983:  «Ньюкасл Юнайтед»
- 1984:  «Інтернасьйонал»
- 1985:  «Сантос»
- 1986:  Вердер
- 1987:  «Флуміненсе»
- 1988:  «Фламенгу»
- 1991:  Японія

### Турнір збірних
- 1992:  Аргентина
- 1993:  Угорщина
- 1994:  Франція
- 1995:  Японія
- 1996:  Японія
- 1997:  Японія
- 1998:  Чехія
- 1999:  Бельгія та  Перу (співпереможці)
- 2000:  Японія та  Словаччина (співпереможці)
- 2001:  Японія
- 2002: Не був завершений
- 2003: Не був завершений
- 2004:  Японія
- 2005:  Перу та  ОАЕ (співпереможці)
- 2006:  Шотландія
- 2007:  Японія
- 2008:  Японія
- 2009:  Японія
- 2011:  Японія,  Чехія та  Перу (співпереможці)
- 2016:  Боснія і Герцеговина
- 2022:  Туніс